# Dianous fauveli
Dianous fauveli (лат.) — вид жуков-стафилинид из подсемейства Steninae. Эндемик Вьетнама. Вид назван в честь известного колеоптеролога Альберта Фовела (Albert Fauvel, 1840—1921), крупного специалиста по жукам-стафилинидам, в коллекции которого была найдена типовая серия.

## Распространение
Распространены в Азии на севере Вьетнама (провинция Каобанг).

## Описание
Мелкие коротконадкрылые жуки. Длина тела взрослых насекомых 7,0 — 8,5 мм. Основная окраска металлически блестящая, чёрная с голубоватым оттенком. Усики, щупики и ноги чёрные с голубоватым отблеском. Тело мелко пунктированное. Длина висков примерно равна половине диаметра глаза, которые занимают только часть бока головы. Глаза крупные и выпуклые. Лапки пятичлениковые (формула лапок 5—5—5). Задние тазики конической формы. Вид был впервые описан в 2000 году немецким колеоптерологом Фолькером Путцом (Volker Puthz; Limnologische Fluss-Station des Max-Planck-Instituts fur Limnologie, Шлиц, Германия).